# John Lightfoot
John Lightfoot (1735-1788) was een Britse botanicus, malacoloog en anglicaans priester.  Hij was betrokken bij de oprichting van de Linnean Society of London, maar hij stierf in februari 1788, net voor de eerste vergadering van deze organisatie. Hij schreef Flora Scotica (in twee delen) in 1777.  Zijn reisverslag van zijn reizen naar Wales werd in 1905 gepubliceerd.
John Lightfoot schreef in navolging van James Ussher een verhandeling waarin hij aan de hand van de chronologie in de Bijbel de leeftijd van de aarde berekende.
- Author citation (botany): Lightf.
- Gemeinsame Normdatei: 119033402
- International Standard Name Identifier: 0000 0000 3436 1606
- Library of Congress Control Number: n90632183
- Nederlandse Thesaurus van Auteursnamen: 271440767
- Réseau des bibliothèques de Suisse occidentale: 02-A012399259
- SNAC: w63z04x5
- Système universitaire de documentation: 074036963
- Museum of New Zealand Te Papa Tongarewa: 50496
- Virtual International Authority File: 72195395
- WorldCat: E39PBJcGjD7GT94dxg3x6pCmh3